# 沈毓麟
沈毓麟（1873年—1939年），字谱琴，以字行，浙江湖州府歸安縣菱湖竹墩鄉人。
沈毓麟于1902年创办志正学堂。次年，他为创办湖州府中学堂（今湖州中学）而捐资10多万银元，并将志正学堂并入湖州府中学堂。1905年他赴日本留学，期间加入同盟会。1906年回国后，曾任湖州府中学堂监督、程安高等小学堂堂长等职。1907年，创办湖州第一所女子学校——吴兴女学堂。辛亥革命爆发后，他组织了学生军在湖州起义，后任湖州军政分府都督。在俞凤韶出任军政分府主任后，他遂离职，继续在湖州府中学堂从事教育事业。1918年吴兴县立女子师范学校成立后，沈毓麟出任校长。1926年，任国民革命军总司令部参事。1927年，任淞沪警察厅长兼国民革命军总政治部驻沪绥靖处处长。同年上海特别市成立后，淞沪警察厅改组为上海特别市公安局，沈毓麟任公安局长。抗日战争爆发后，他被日军聘为吴兴县自治委员会委员长。1939年离职，不久在上海病逝，终年66岁。